# Tema (município do Gana)

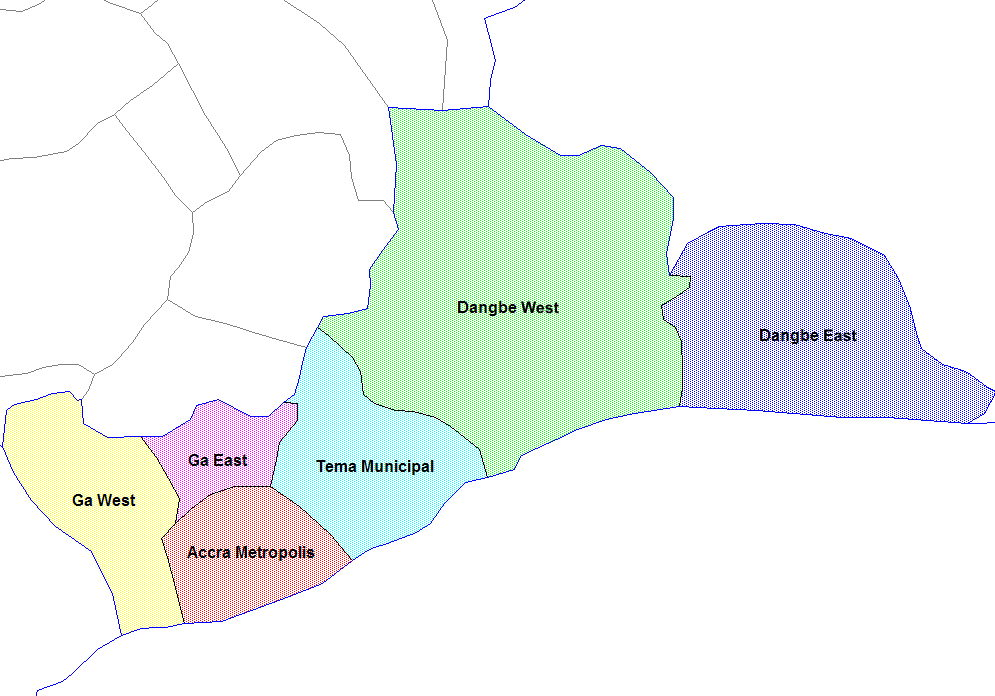
Distritos da Grande Acra

Tema é um dos distritos do Gana localizado na região da Grande Acra. Sua capital é Tema.